# Roadi

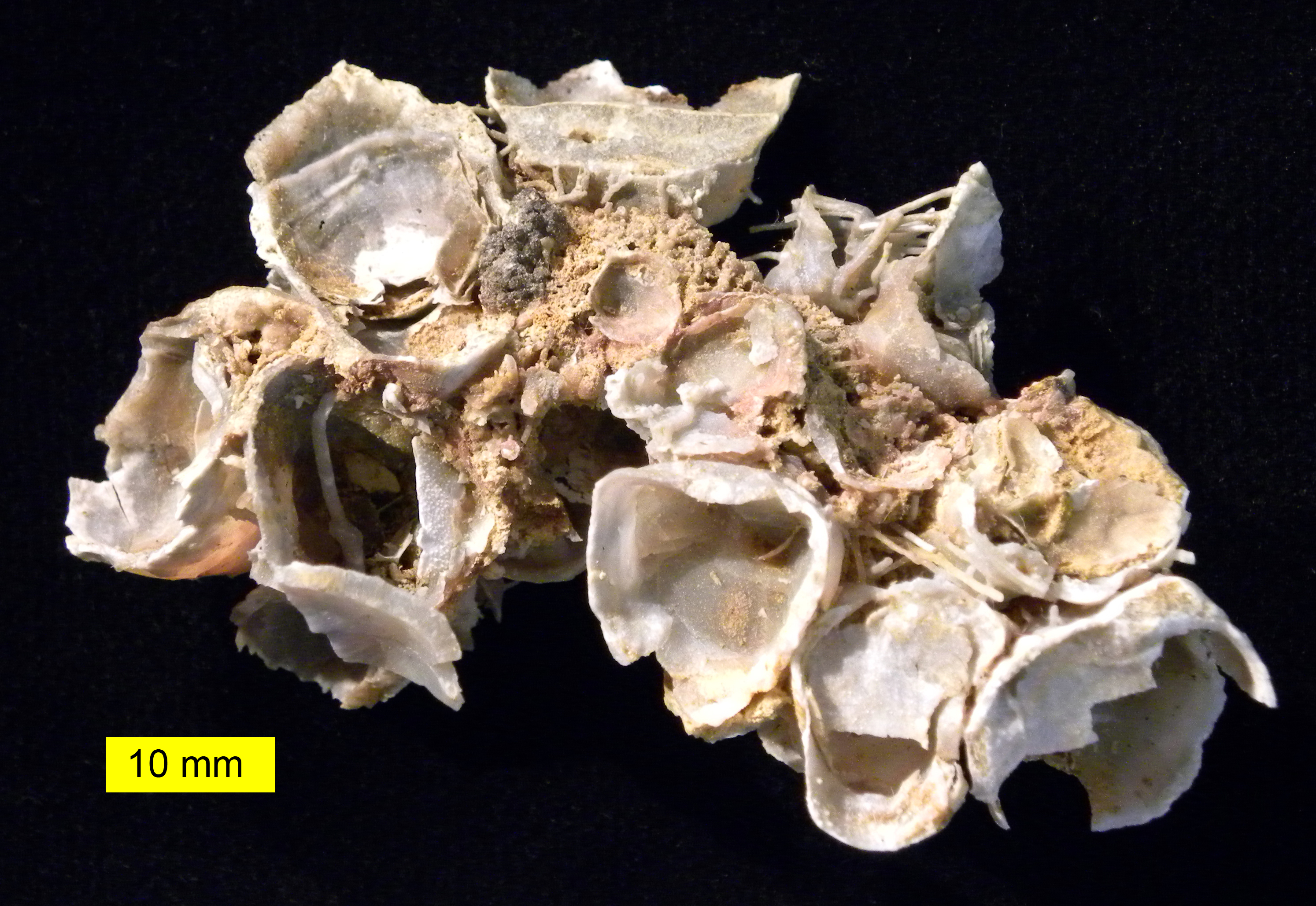
A pörgekarúak közé tartozó Hercosestria cribrosa a roadi korszakból

A roadi a középső perm földtörténeti kor három korszaka közül az első, amely 272,95 ± 0,11 millió évvel ezelőtt (mya) kezdődött a kora perm kor artyinszki korszaka után, és 268,8 ± 0,5 mya ért véget a wordi korszak kezdetekor.

## Meghatározása
A Nemzetközi Rétegtani Bizottság meghatározása szerint a roadi emelet alapja (a korszak kezdete) a Jinogondolella nanginkensis konodontafaj megjelenésével kezdődik. Az emelet tetejét (a korszak végét) a Jinogondolella aserrata konodontafaj megjelenése jelzi.